# Marion Jones
Marion Jones (Los Angeles, 12 de outubro de 1975) é uma atleta norte-americana, especializada em saltos e provas de velocidade. Depois de se tornar um dos grandes nomes internacionais do atletismo na virada do século XXI, ao conquistar cinco medalhas em Jogos Olímpicos – três delas de ouro – e sete medalhas em Campeonatos Mundiais de Atletismo, confessou o uso de anabolizantes na carreira, teve quase todas as suas medalhas cassadas e foi banida do atletismo, num dos mais rumorosos caso do esporte.

## Carreira
Jones tornou-se o grande nome do atletismo feminino nos Jogos de Sydney 2000 ao conquistar três medalhas de ouro nos 100 metros rasos, 200 metros rasos e revezamento 4x400m, além de duas medalhas de bronze no salto em distância e no revezamento 4x100m.
Em outubro de 2007 confessou ter participado daqueles Jogos sob o efeito de esteróides anabolizantes e devolveu nessa data todas as medalhas olímpicas ao Comitê Olímpico Internacional.
Na entrevista coletiva em que admitiu o uso de anabolizantes, após prestar depoimento a uma corte federal em outubro de 2007, ela aceitou a pena de dois anos de suspensão que lhe foi imposta pelo Comitê Olímpico dos Estados Unidos (USOC), devolveu as medalhas conquistadas em Sydney ao COI e anunciou o encerramento de sua carreira.
Em reunião de 12 de dezembro de 2007, o COI retirou oficialmente as cinco medalhas de Marion Jones e baniu a atleta de competir nos Jogos de 2008 em Pequim, além de retirar o quinto lugar conquistado na prova de salto em altura dos Jogos Olímpicos de Atenas em 2004.
O presidente da IAAF (Federação Internacional de Atletismo), Lamine Diak, fez um comunicado afirmando que "Marion Jones será sempre lembrada com uma das maiores fraudes da história do esporte".
A 11 de Janeiro de 2008 um tribunal de Nova Iorque condenou a velocista a seis meses numa prisão, por ter cometido dois delitos de falso testemunho, em duas investigações federais, a uma rede de tráfico e administração de doping e a um esquema de fraude bancária.